# Damaris (chanteuse)
Damaris Mallma Porras, plus connue sous le nom de Damaris, est une musicienne, chanteuse, compositrice et productrice de chansons folkloriques péruviennes, née le 26 janvier 1986 à Huancayo, Pérou.

## Style
Son style se compose d'un mélange de la traditionnelle langue indienne Quechua et de pop moderne.

## Biographie
Damaris est la fille de la chanteuse Victoria de Ayacucho, dite Saywa.
Elle a commencé sa carrière musicale en 1993 à l'âge de 7 ans dans l'Atelier de musique "Yawar". Elle y étudie le charango, cette petite guitare péruvienne à 10 cordes, le chant, la musique, le théâtre et la danse.
Elle fait ses débuts comme chanteuse en 1994 dans diverses institutions, telles que le Teatro Segura à Lima, l'amphithéâtre de Miraflores et l'Université nationale principale de San Marcos.
Damaris prend également part à des groupes péruviens, tels que Yawar, Saywa, Tupay et les pays andins Youth Choir avec 20 musiciens issus de 5 pays différents andine.
A 14 ans, elle grave son premier single, «Porqué no estás aquí», avec lequel elle remporte le concours "Rumbo al Pepsi Chart" organisé par la célèbre marque de sodas, dans la catégorie ballades.
Son premier album, «Dame una señal» produit par le percussionniste Martìn Venegas, sort en 2003.
En 2008, elle remporte le Festival de Viña del Mar avec la chanson "Tusuy Kusun" chantée en Quechua, une première pour ce concours. En Quechua, «Tusuy Kusun» signifie «Dansons».

## Discographie
- Damaris: Dame una señal (2003)
- Damaris: Mil caminos (2007)
- Pasión en los Andes (2011)
- Damaris y Saywa en vivo: Volver a mi tierra (2011)
- Damaris: Puedes volar (2016)
- Damaris: Tú puedes volar (2018) Deluxe